# Julián Palacios
Julián Palacios (ur. 22 sierpnia 1880, zm. 1947) – hiszpański działacz piłkarski z przełomu XIX i XX wieku, pośredni współzałożyciel klubu piłkarskiego Real Madryt. Tworzył go w roku 1895 jako Football Sky, który pięć lat później (1900) rozdzielił się na New Foot-Ball de Madrid i Español de Madrid, zespół Palaciosa. To właśnie ten zespół, którego prezesem był Palacios, stanowił bazę dla stworzenia późniejszego Realu Madryt.